# Музыка, Александр Николаевич
Александр Николаевич Музы́ка (26 февраля 1969, Хабаровск) — советский и российский футболист, нападающий.

## Биография
Воспитанник хабаровской футбольной школы «Заря». До 23-летнего возраста играл в соревнованиях коллективов физкультуры. В профессиональном футболе дебютировал уже после распада СССР, в первой лиге России в составе якутского «Динамо». За два сезона в составе якутского клуба забил 17 голов.
В 1994 году перешёл в «Уралмаш». Дебютный матч в высшей лиге сыграл 19 марта 1994 года против владикавказского «Спартака», заменив на 73-й минуте Сергея Передню. Всего принял участие в четырёх матчах высшей лиги в марте-апреле 1994 года, во всех играх выходил на замену. Затем был отправлен в дубль «Уралмаша», стал лучшим бомбардиром команды в сезоне с 14 голами.
В 1995 году вернулся в Якутск, но сыграл только один матч в Кубке России. С августа 1995 года до лета 1997 года выступал за «Океан» (Находка), команда за это время вылетела из первого дивизиона во второй. В 1997 году числился в составе хабаровского СКА, но ни одного матча не сыграл, после этого завершил карьеру.
После окончания спортивной карьеры живёт в Хабаровске, занимается транспортным бизнесом.
Сын Кирилл (род. 1990) тоже стал футболистом, выступал за позиции вратаря за дубль «Луча-Энергии» и клубы второго дивизиона.